# Canthigaster valentini
O peixe-balão-de-sela-preta (Canthigaster valentini) é um peixe-balão do gênero Canthigaster. É altamente venenoso para comer, por isso uma espécie de peixe-lima o Paraluteres prionurus, esta espécie distingue-se do Paraluteres prionurus pois esta espécie tem barbatanas dorsal e barbatana anal curtas e a barbatana peitoral numa das suas listas.